# John Ford
John Ford, pseudonimo di John Martin Feeney (Cape Elizabeth, 1º febbraio 1894 – Palm Desert, 31 agosto 1973), è stato un regista e produttore cinematografico statunitense, famoso soprattutto per l'imponente produzione di film western e il record di 4 Oscar alla regia.
Attivo fin dagli anni del cinema muto, John Ford è unanimemente riconosciuto come uno dei più grandi registi della storia del cinema: registi quali Akira Kurosawa, Martin Scorsese, Sam Peckinpah, Peter Bogdanovich, Sergio Leone, Clint Eastwood, Wim Wenders, Bertrand Tavernier, Steven Spielberg e François Truffaut, hanno apertamente ammesso la notevole influenza che i film di Ford hanno avuto sulle loro opere. Orson Welles lo definì a più riprese «il più grande regista di sempre». Della sua prolifica opera si sono occupati grandi critici, da Truffaut a Jean-Luc Godard.
Alla fama e al successo di Ford, a cui la cinematografia western è indissolubilmente associata, contribuì anche la collaborazione con attori di grande successo popolare, in particolare John Wayne (insieme girarono 21 film), ma anche Victor McLaglen, Henry Fonda, John Carradine e Lee Marvin.
Ford fu uno dei fondatori della Motion Picture Directors Association (18 luglio 1915).

## Biografia

### Le origini

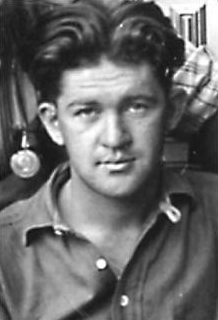
John Ford nel 1915

Ford nacque a Cape Elizabeth, nel Maine, il 1º febbraio 1894, penultimo dei quattordici figli di John Augustine Feeney e di Barbara "Abbey" Curran, ambedue immigrati irlandesi giunti negli Stati Uniti nel 1872. Il padre era originario di Spiddal, nella contea di Galway, mentre la madre era di Kilronan, sull'isola di Inis Mór (la più grande delle isole che compongono l'arcipelago Aran, al largo delle coste occidentali dell'Irlanda). Compì i suoi studi presso la Portland High School diplomandosi nel 1913 e tentò di essere ammesso, senza successo, all'Accademia navale di Annapolis. Dopo aver lavorato per breve tempo in una fabbrica di calzature, raggiunse a Hollywood il fratello maggiore, Francis, che si era affermato come attore cinematografico al fianco di Grace Cunard e come regista di B-movies presso la Universal di Carl Laemmle. Questo spiega anche l'origine dello pseudonimo con cui oggi è conosciuto. Come raccontò egli stesso, il fratello (che utilizzava lo pseudonimo di Francis Ford) era direttore di scena di una compagnia che stava allestendo uno spettacolo a Broadway. Qui, sfruttando la sua notevole memoria, imparò varie parti così che, quando un attore risultò indisponibile la sera della prima, gli fu facile sostituirlo. Le locandine erano però già stampate e riportavano il nome dell'altro - Francis Ford, appunto - che il nuovo attore adottò di buon grado. Quando il futuro John Ford si trovò a lavorare con il fratello, gli sembrò naturale assumere lo stesso cognome. Dapprima venne accreditato come Jack Ford, e solo nel 1923, dopo aver diretto decine di pellicole, cominciò a firmarsi John Ford.
I primi passi di John Ford nel cinema sono rimasti in buona parte sconosciuti: il regista non amava parlare delle sue origini e la Fox, la casa di produzione per cui girò la maggior parte dei suoi film muti, sosteneva che moltissimi vecchi film erano andati distrutti in una serie di incendi. C'è chi ha sospettato che questi incendi fossero stati un pretesto, cioè solo dichiarati dalla stessa casa di produzione per evitare i costi necessari alla conservazione e al restauro delle copie in celluloide, giacché dopo attente ricerche, finanziate a cavallo tra i sessanta e i settanta da un dirigente della Fox Television, sono riemersi numerosi film del primo Ford, in un primo momento dichiarati perduti. La riscoperta di questi film ha permesso di individuare fin dall'inizio della carriera del regista una sorprendente coerenza di temi e di ambientazioni rispetto alle più note opere successive. Fin dalle prime pellicole, Ford fu infatti sempre attento ai valori della vita quotidiana e a temi come la famiglia, la patria, l'immigrazione.
Peter Bogdanovich, in un volume pubblicato dalla University of California Press nel 1968, ha contribuito a dare certezza riguardo a molte pellicole alla cui realizzazione contribuì con vari ruoli il futuro regista di Ombre rosse. Sicuramente Ford svolse vari ruoli: trovarobe, assistente alla regia, comparsa, controfigura (del fratello), attore. Questi ruoli furono svolti soprattutto nelle pellicole dirette dallo stesso fratello Francis, che era un discreto regista anche se poi abbandonò la macchina da presa per svolgere esclusivamente il ruolo di attore. L'episodio che artisticamente lo arricchì di più fu la partecipazione nel 1915 al film Nascita di una nazione di David Wark Griffith. Il suo ruolo, pur limitato, gli permise di vedere da vicino come lavorava il maestro americano.
Nel 1966 John Ford ricordò così l'episodio: «Griffith io lo conoscevo, ma non intimamente. All'epoca ero appena un ragazzo e soltanto un suo grande ammiratore. Eppure lui era molto affabile con me. Mi dava pacche sulla schiena. Quando fui licenziato dalla Universal, dove facevo il secondo aiuto-trovarobe, mi trovò una parte tra gli uomini del Ku Klux Klan in The Birth of a Nation (...) Sì, posso dire che eravamo amici. E quando invecchiò, lo diventammo ancora di più».

### L'esordio come regista
Nel 1917 Ford si trovò a dirigere il suo primo film per la 101 Bison, casa di produzione distribuita dalla Universal. Il cortometraggio, intitolato Il tornado, era una storia western rifiutata dai registi più quotati della casa di produzione. Recitando anche come protagonista, ebbe modo di dare prova delle sue qualità di acrobata, di cavallerizzo e di stuntman, balzando da un cavallo a un treno in corsa. A questo film fecero seguito numerosi altri dello stesso genere, tutti girati con lo stesso gruppo di attori, tra i quali faceva spicco Harry Carey, attore di teatro che interpretava gli avventurieri del West nei melodrammi di repertorio. Con lui John Ford sviluppò un solido legame artistico, ideando decine di sceneggiature, desunte da romanzi di scrittori western, che poi venivano rapidamente girate nel corso di pochi giorni. Uno dei trucchi usati da Ford e da Carey era quello di utilizzare più volte lo stesso canovaccio e di riproporlo in ambientazioni diverse, con nuovi titoli. Tra il 1917 e il 1920 Ford diresse Carey in ben 26 pellicole. L'abitudine di lavorare con gli stessi attori di primo piano, comprimari, caratteristi e addirittura con le stesse comparse fu una caratteristica che John Ford conservò fino alla fine della sua carriera. I membri di questo clan furono considerati a Hollywood una vera e propria associazione, la Ford Stock Company.
Il primo lungometraggio fu Centro! (1917). Realizzato anch'esso con Harry Carey nel ruolo fisso di Cheyenne Harry, Centro! descrive il conflitto tra coltivatori e allevatori di bestiame. Il fatto che la pellicola sia pervenuta fino a noi ha permesso agli studiosi del cinema di notare come alcune delle inquadrature di questo film siano identiche a quelle di uno dei suoi capolavori della maturità, Sentieri selvaggi (1956). Del 1920 è Il principe di Avenue A, primo film non-western.
Il 3 luglio dello stesso anno, John Ford sposò Mary McBride Smyth, da cui ebbe due figli: Patrick Roper, nato nel 1921, che divenne scrittore e giornalista e collaborò con il padre al soggetto de La carovana dei mormoni e come assistente alla produzione di Sentieri selvaggi, e Barbara Nugent, nata nel 1922, che sposò gli attori Robert Walker e, in seconde nozze, Ken Curtis. Dalla moglie non si separò mai, anche se sono note diverse sue relazioni extraconiugali.
Sempre nel 1920 Ford si staccò dalla Universal, per la quale aveva realizzato una trentina di pellicole, per passare alla Fox, con la quale avrebbe lavorato per i successivi dieci anni. Alla Fox il regista ebbe come operatore George Schneiderman, che seppe conferire alle pellicole uno stile di fotografia particolarmente luminoso. Il gusto dell'inquadratura veniva invece dallo stesso Ford, che in seguito si dichiarò sempre attento alla composizione dell'immagine, con un gusto per l'equilibrio formale e per il raggruppamento dei personaggi in "quadri". Fin dalle prime pellicole girate per la Fox si notano spazi regolari, ben definiti da tende, balaustre, palizzate, ferrovie, cancelli, orizzonti. La sua predilezione per le scene di gruppo girate in campo lungo (parate, balli, funerali, processi) si spiega proprio con il gusto di disporre i personaggi secondo schemi ordinati e formali.
La prima pellicola girata per la Fox fu Amici per la pelle, la storia di un vagabondo che vive di piccoli reati e che cambierà vita grazie all'amicizia con un orfano tredicenne. Il film si sofferma su alcuni episodi di intolleranza che subiscono i due, come un tentativo di linciaggio del barbone, ingiustamente accusato di un furto all'ufficio postale, e il dileggio dei giovani del luogo nei confronti del ragazzo, colpevole solo di essere uno straccione. Nel 1923 avvenne il "salto di qualità" da produzioni seriali girate con personaggi fissi a film di maggior prestigio con interpreti affermati. Ladro d'amore, ad esempio, rievocazione del vecchio Sud fatta di battelli fluviali e di case coloniali dipinte di bianco, vedeva il famoso John Gilbert come protagonista. Non ancora trentenne, il giovane regista volle celebrare la "promozione" firmandosi per la prima volta John Ford anziché Jack Ford.

### I primi grandi successi
L'anno successivo ottenne un grande successo con Il cavallo d'acciaio (1924), primo western dalle dimensioni epiche sullo sfondo della Prima ferrovia transcontinentale, che vide la concorrenza tra la Union e la Central Pacific. La ferrovia è la vera protagonista del film, elemento di progresso e di unità nazionale, alla cui costruzione collaborano uomini di diverse origini etniche, cinesi, irlandesi, italiani, simbolicamente uniti in uno spirito di fratellanza. Oltre che sugli aspetti capitalistici dell'impresa, Ford si sofferma sulla vita quotidiana di questi personaggi e sulla presenza di Abraham Lincoln, che vede nella ferrovia il simbolo dell'unificazione di una nazione. L'impegno produttivo e il grande consenso di pubblico imposero finalmente Ford come regista di fama.
Negli anni della Fox, Ford ebbe l'opportunità di mettere a fuoco il secondo dei suoi temi dominanti: l'Irlanda. Il paese, visto come un sogno con gli occhi di un emigrato, compariva già nel primo film Il tornado: il protagonista, nell'ottenere la ricompensa per la cattura dei banditi, la utilizzava infatti per pagare il viaggio alla madre rimasta in Irlanda e potersi ricongiungere a lei. The Shamrock Handicap (1926) racconta la storia di un'aristocratica famiglia irlandese che, rimasta senza un soldo, decide di emigrare in America e porta il suo cavallo da corsa riuscendo a fargli vincere un premio. Nel film la realtà idilliaca di un paese tranquillo come l'Irlanda del XIX secolo si contrappone al fermento degli Stati Uniti, civiltà multietnica che offre a tutti le stesse opportunità.
Nel 1928, in una piccola parte, apparve per la prima volta John Wayne in La casa del boia, film in cui l'Irlanda è ricostruita totalmente in studio, in un'atmosfera nebulosa e lucida, tra vicoli stretti e paludi immerse nella foschia, per creare la storia della vendetta di un ribelle irlandese.

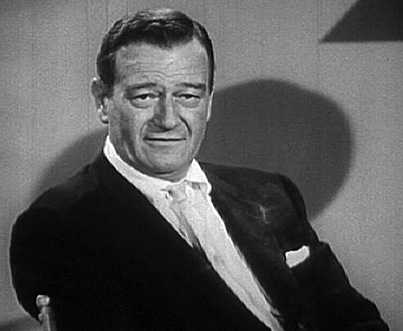
John Wayne, attore feticcio di Ford

L'anno successivo Ford girò il suo primo lungometraggio parlato, La guardia nera, mentre nel 1930 il film bellico Il sottomarino fu l'occasione per il primo incontro professionale con lo sceneggiatore Dudley Nichols, al quale rimase legato per moltissime opere successive.
Dopo il distacco dalla Fox, Ford girò alcune pellicole considerate "minori" dalla critica, quali Un popolo muore (1931)) per la United Artists, L'aeroporto del deserto (1932) per la Universal, e Flesh (1932) per la Metro-Goldwyn-Mayer. Nel 1934, insieme a Nichols, per la RKO realizzò La pattuglia sperduta, che portò a casa un Oscar alla migliore colonna sonora originale con la partitura scritta da Max Steiner. Nello stesso periodo Ford realizzò una trilogia di film con l'attore Will Rogers. Il primo grande successo di critica arrivò l'anno dopo con Il traditore (1935), film ancora una volta ambientato in Irlanda, durante la rivolta del Sinn Féin, a Dublino nel 1922. Girato a percentuale e in tre sole settimane contro il parere negativo dei dirigenti della RKO, il film gli valse l'Oscar per la migliore regia e ottenne altri tre Oscar, che andarono rispettivamente a Victor McLaglen (miglior attore protagonista), a Dudley Nichols (migliore sceneggiatura) e a Max Steiner (miglior commento musicale).

### I capolavori della maturità
Verso la fine degli anni trenta, Ford aveva già girato un centinaio di pellicole, ma i lavori migliori dovevano ancora arrivare. Il 1939 fu l'anno di Ombre rosse, unanimemente considerato il prototipo del western classico. A Ombre rosse è stato attribuito il merito di aver rilanciato il tema del West, ma questo è vero solo in parte, giacché nello stesso anno furono realizzate, più o meno contemporaneamente, anche altre significative testimonianze del genere, quali Jess il bandito di Henry King, Il terrore dell'Ovest di Lloyd Bacon, Gli avventurieri di Michael Curtiz e La via dei giganti di Cecil B. DeMille, film quest'ultimo che è esplicitamente debitore, per alcune scelte stilistiche, del già citato Il cavallo d'acciaio. Alcuni di questi film ebbero, rispetto a Ombre rosse, maggiori incassi al botteghino. È vero tuttavia che le case di produzione a cui Ford aveva sottoposto il progetto volevano utilizzare attori di maggior richiamo, come Gary Cooper e Marlene Dietrich, nel timore che il film non facesse presa sul pubblico, ma il regista si era imposto un budget meno impegnativo e volle rispettarlo non solo contenendo i tempi di lavorazione (gli esterni girati nella Monument Valley richiesero solo quattro giorni di riprese) ma anche scegliendo un cast più a buon mercato. John Wayne non era ancora un nome di punta, Claire Trevor era "solo" una brava attrice di teatro e il resto del cast era fatto di semplici caratteristi. Ombre rosse non gli fece ottenere l'Oscar come miglior regista (era anche l'anno di Via col vento), ma Ford ebbe modo di rifarsi nei due anni successivi rispettivamente con Furore (1940), e con Com'era verde la mia valle (1941). Le sequenze cariche di emozione e la sapiente costruzione delle inquadrature divennero un marchio di fabbrica di John Ford. Tra le sue fonti di ispirazione figurativa, il regista amava citare il pittore Frederic Remington, che più di ogni altro seppe descrivere nei suoi dipinti la vita e l'epopea della vecchia frontiera.
Nello stesso 1939 Ford lavorò ad altri due film: Alba di gloria, in cui Henry Fonda diede vita a un commosso e intenso ritratto di Abraham Lincoln da giovane, e La più grande avventura, primo film a colori della sua carriera.
Dal 1941, dopo aver girato Com'era verde la mia valle, Ford si mise al servizio dell'esercito per effettuare riprese di guerra o per realizzare documentari di propaganda o documenti storici. Nel 1942 prese personalmente parte alla battaglia delle Midway e, benché ferito a un braccio durante il primo attacco, continuò a filmare gli avvenimenti, lasciando un'importante testimonianza, per di più girata a colori, nel documentario La battaglia delle Midway. Il documentario didattico Sex Hygiene, sempre commissionato dall'U.S. Army, parlava esplicitamente per la prima volta di prevenzione delle malattie a trasmissione sessuale e fu destinato alla proiezione nelle caserme e presso i campi militari. Un altro documentario, December 7th, fu assemblato da lui con materiale girato durante e dopo l'attacco di Pearl Harbor. Dopo la convalescenza, Ford fu trasferito a Washington, dove lavorò presso l'Office of Strategic Services e si dedicò, tra l'altro, alla raccolta dei documenti filmati che dovevano servire al processo di Norimberga.
Subito dopo la guerra, Ford tornò al western con Sfida infernale (1946). Molti film di Ford sono legati a canzoni del folclore americano o irlandese e in qualche caso gli stessi titoli dei film sono tratti da canzoni popolari: Mother Machree (La canzone della mamma), When Willie Comes Marchin' Home (Bill sei grande!), She Wore a Yellow Ribbon (I cavalieri del Nord Ovest) e questo My Darling Clementine sono alcuni esempi. Le famose Red River Valley e I Gonna Down This Road Feelin' Bad furono inserite in Furore, mentre per Lungo viaggio di ritorno furono scelte canzoni della tradizione marinaresca, così come nella trilogia della cavalleria ricorrono le classiche canzoni delle "giubbe blu".
Sfida infernale si ispira, come molti altri film venuti in seguito, alla storia di Wyatt Earp e della sfida all'O.K. Corral. Nel presentare il leggendario sceriffo, qui interpretato da Henry Fonda, Ford lo cala in un vissuto quotidiano, senza cercare di esaltarne le gesta ma conferendogli uno spessore di verità. Mentre l'eroe del western tradizionale è animato da motivazioni individualistiche come odio, vendetta o rivalità, Wyatt Earp, pur mosso da risentimento nei confronti del clan che gli ha ucciso il fratello, rinuncia alla vendetta e sceglie la strada della legalità. La veloce sparatoria all'O.K. Corral è un esempio di come la violenza sia esposta senza retorica e senza compiacimenti: non come mezzo di soddisfazione personale, ma come estrema risorsa, quasi un dovere.

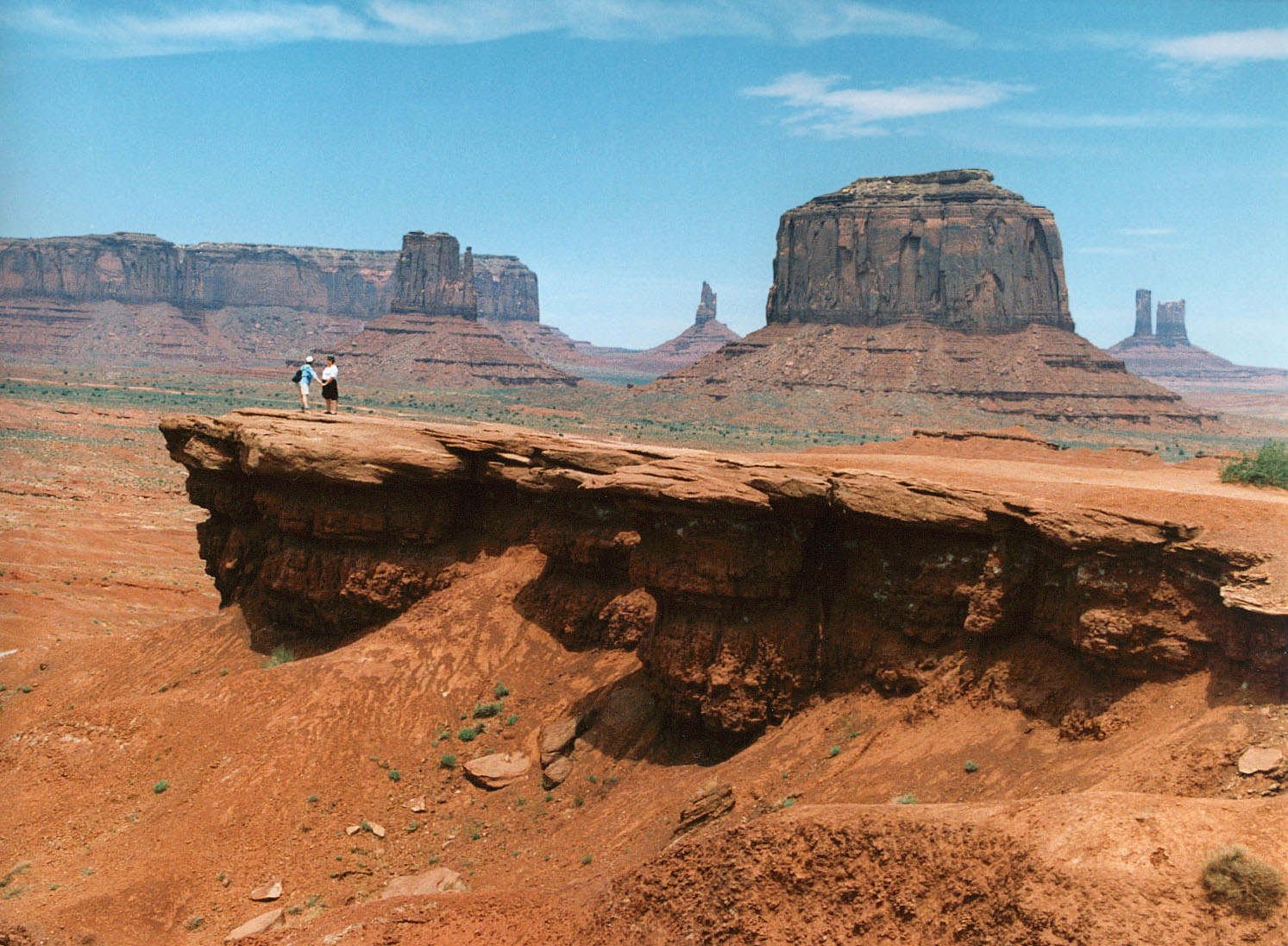
John Ford's Point nella Monument Valley

Il successivo La croce di fuoco venne realizzato nel 1947 dalla casa di produzione da lui stesso fondata con Merian C. Cooper, la Argosy Pictures ma, dopo l'insuccesso al botteghino, Ford volle ritornare a lavorare per le grandi case, decidendo tra l'altro di porre fine alla sua collaborazione con Dudley Nichols.
Altro motivo dominante nel cinema di Ford è il viaggio: ne sono tipici esempi l'odissea della diligenza in Ombre rosse, la peregrinazione di un gruppo di contadini che abbandonano le terre troppo aride dell'Oklahoma in Furore, la navigazione dell'equipaggio di marinai in Lungo viaggio di ritorno (1940), la missione dei soldati in Il massacro di Fort Apache, realizzato nel 1948 e considerato dai critici il primo film di una trilogia sulla Cavalleria dell'Esercito dell'Unione. Gli altri due film sono: I cavalieri del Nord Ovest (1949) e Rio Bravo (1950). In questi film le storie individuali sono complementari alle vicende dell'intera comunità, e il comportamento dei protagonisti è animato da una coscienza sociale e dal senso di appartenenza ad un gruppo. Con questa trilogia, John Ford riconquistò la fama e il successo del passato.
Nell'agosto del 1951, per conto della marina statunitense realizzò il documentario This is Korea, che venne premiato con la Air Medal. Con il successivo Un uomo tranquillo (1952), girato in Irlanda, Ford ottenne un nuovo Oscar per la migliore regia. Questo film inaugurò la sua collaborazione con un nuovo sceneggiatore, Frank S. Nugent, marito della figlia Barbara. Anche in Un uomo tranquillo si ascoltano molti motivi popolari, questa volta della tradizione irlandese.
Dopo aver realizzato un remake di Il giudice, un suo vecchio film che nella nuova versione del 1953 si intitolava Il sole splende alto, nel 1955 Ford diresse il suo primo film in CinemaScope, La lunga linea grigia. Per il successivo La nave matta di Mister Roberts (1955) il regista impose come protagonista, contro il volere della produzione, ancora una volta l'attore Henry Fonda, che aveva già interpretato la parte in teatro. La Warner lo considerava superato e avrebbe preferito Marlon Brando, ma Ford non si piegò. Durante la lavorazione, tuttavia, una serie di dissensi con il produttore e con lo stesso Fonda provocarono il suo abbandono del set appena dopo aver terminato le riprese in esterni. L'attore ebbe in seguito a dichiarare: «Non farò più film con Ford, la luna di miele è finita» e il film dovette essere completato da Mervyn LeRoy.

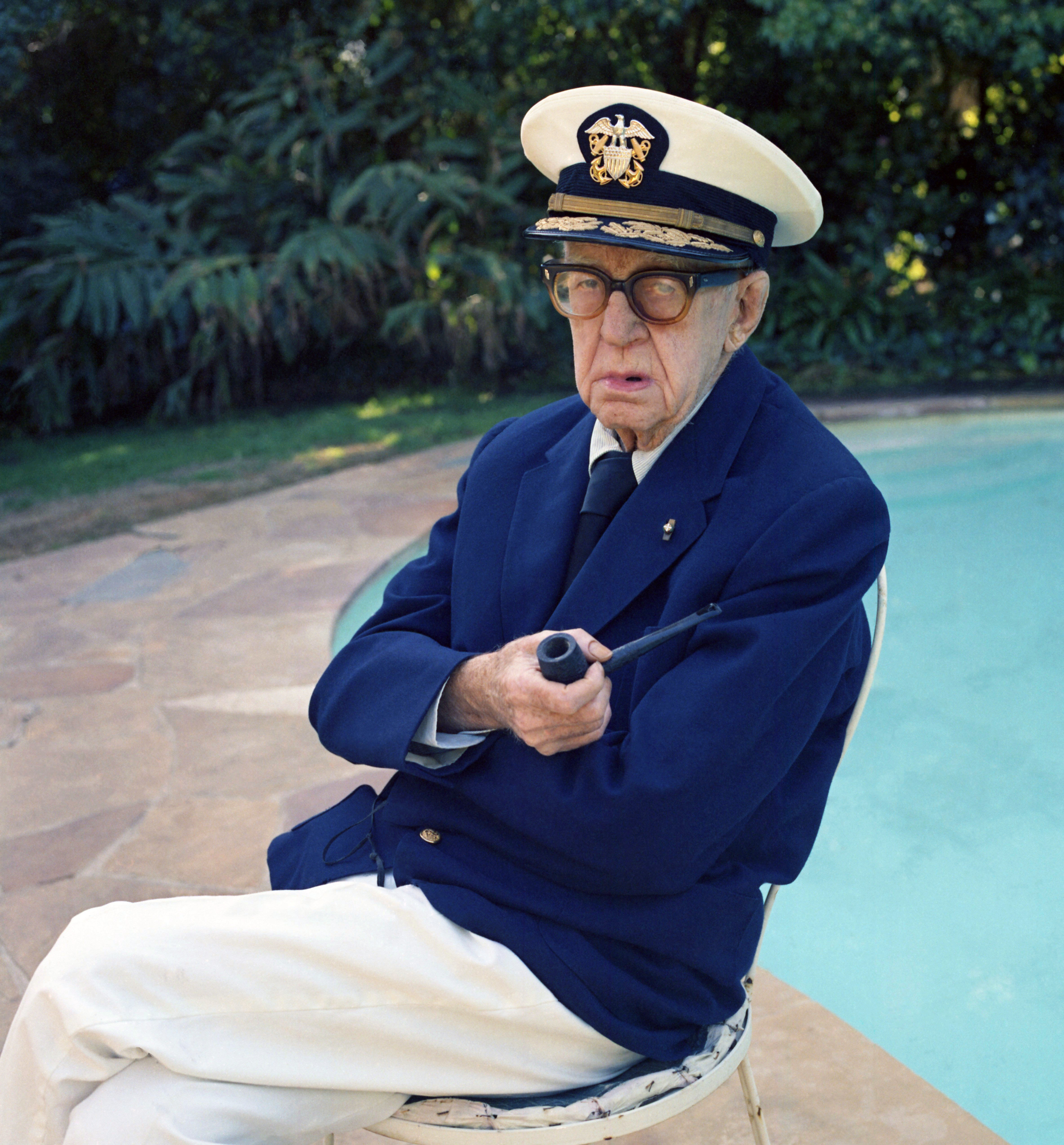
John Ford nel 1973

### La malattia e il declino
Nel 1960 Ford andò a trovare l'amico John Wayne sul set del film La battaglia di Alamo che stava realizzando come produttore e regista, oltre che come protagonista. Dietro insistenze di Wayne, John Ford girò moltissimo materiale, ma la gran parte venne eliminata dal montaggio. La battaglia di Alamo secondo alcuni critici segna la fine del western classico, il genere realizzato secondo la tradizione della vecchia frontiera. Con gli anni sessanta, un nuovo genere di western si affermò nella cinematografia non solo americana, e Ford non si lasciò cogliere di sorpresa. Esempi di western moderno saranno i suoi due film successivi, entrambi interpretati da James Stewart: Cavalcarono insieme (1961), che si propone di affrontare il tema spinoso del razzismo, e L'uomo che uccise Liberty Valance (1962), che descrive una società in cui la violenza prende a poco a poco il posto della legge. Anche Il grande sentiero, realizzato nel 1964, è una riflessione sul grande sterminio dei nativi americani, mentre il successivo Il magnifico irlandese (1965) fu un ritorno al suo secondo tema preferito. Dopo aver lavorato per quasi tre mesi alla sua preparazione, Ford partì per l'Irlanda per effettuare le riprese, ma dopo due sole settimane fu costretto ad abbandonare il set per motivi di salute, e la regia fu affidata a Jack Cardiff.
La carriera registica di John Ford si concluse poco felicemente nel 1966 con Missione in Manciuria, un insuccesso di critica e di pubblico. Ford avrebbe voluto continuare a svolgere il lavoro che amava: era impossibile per lui rimanere lontano dai set, ma le inesorabili regole dettate dalle compagnie di assicurazione gli impedirono di realizzare i progetti su cui continuava a lavorare nonostante le precarie condizioni di salute.
John Ford si ritirò a vita privata; il 31 marzo 1973 fu insignito della Medaglia presidenziale della libertà dall'allora Presidente degli Stati Uniti Richard Nixon. Pochi mesi dopo morì di cancro a Palm Springs.

## Idee politiche
Anche se in gioventù fu di idee politiche progressiste (sostenne il New Deal di Franklin Delano Roosevelt), molti consideravano Ford un repubblicano per la sua vicinanza agli attori John Wayne e Ward Bond, notoriamente di posizioni conservatrici.
Nel periodo del maccartismo, Ford difese apertamente il collega Joseph L. Mankiewicz contro le accuse di Cecil B. DeMille; aderì comunque alla Società cinematografica per la salvaguardia degli ideali americani, un'associazione il cui programma era quello di denunciare e allontanare i simpatizzanti comunisti dall'industria cinematografica.
Con il passare del tempo, si avvicinò maggiormente al Partito Repubblicano. Nel 1968 sostenne la campagna presidenziale di Richard Nixon e l'intervento nella guerra del Vietnam.

## Filmografia parziale

### Regista

#### Cinema
- Il tornado (The Tornado) – cortometraggio (1917)
- La pista dell'odio (The Trail of Hate) – cortometraggio (1917)
- L'attaccabrighe (The Scrapper) – cortometraggio (1917)
- Il pastore di anime (The Soul Herder) – cortometraggio (1917)
- Il compagno di Cheyenne (Cheyenne's Pal) – cortometraggio (1917)
- Centro! (Straight Shooting) (1917)
- L'uomo segreto (The Secret Man) (1917)
- Un uomo segnato (A Marked Man) (1917)
- All'assalto del viale (Bucking Broadway) (1917)
- I cavalieri fantasma (The Phantom Riders) (1918)
- Donne selvagge (Wild Women) (1918)
- L'oro dei ladri (Thieves' Gold) (1918)
- La goccia scarlatta (The Scarlet Drop) (1918)
- Indemoniato (Hell Bent) (1918)
- Inganno di donna (A Woman's Fool) (1918)
- The Craving, co-regia di Francis Ford (1918)
- Tre uomini a cavallo (Three Mounted Men) (1918)
- Preso al laccio (Roped) (1919)
- The Fighting Brothers (1919)
- A Fight for Love (1919)
- All'agenzia per gli affari indiani (By Indian Post) (1919)
- I razziatori (The Rustlers) (1919)
- A pugni nudi (Bare Fists) (1919)
- La legge della pistola (Gun Law) (1919)
- L'uomo che si era tolto la pistola (The Gun Packer) (1919)
- I cavalieri della vendetta (Riders of Vengeance) (1919)
- L'ultimo fuorilegge (The Last Outlaw) (1919)
- I proscritti di Poker Flat (The Outcasts of Poker Flat) (1919)
- L'asso della sella (The Ace of the Saddle) (1919)
- Il cavaliere della legge (The Rider of the Law) (1919)
- Pistola contro gentiluomo (A Gun Figthin' Gentleman) (1919)
- Uomini segnati (Marked Men) (1919)
- Il principe di Avenue A (The Prince of Avenue A) (1920)
- La ragazza del n. 29 (The Girl in n. 29) (1920)
- Ostacoli (Hitchin' Posts) (1920)
- Under Sentence (1920)
- Amici per la pelle (Just Pals) (1920)
- La grande forza (The Big Punch) (1921)
- Sbaragliare la concorrenza (The Freeze Out) (1921)
- Un fracco di botte (The Wallop) (1921)
- Piste disperate (Desperate Trails) (1921)
- Azione (Action) (1921)
- A colpo sicuro (Sure Fire) (1921)
- Jackie (1921)
- I favori della signorinetta (Little Miss Smiles) (1922)
- Ali d'argento (Silver Wings) co-regia Edwin Carewe (1922)
- Il fabbro del villaggio (The Village Blacksmith) (1922)
- The Face on the Bar-Room Floor (1923)
- Tre salti in avanti (Three Jumps Ahead) (1923)
- Ladro d'amore (Cameo Kirby) (1923)
- A Nord di Hudson Bay (North of Hudson Bay) (1923)
- Paraocchi (Hoodman Blind) (1923)
- Il cavallo d'acciaio (The Iron Horse) (1924)
- Cuori di quercia (Hearts of Oak) (1924)
- La nipote parigina (Lightnin) (1925)
- L'orgoglio del Kentucky (Kentucky Pride) (1925)
- Grazie! (Thank You) (1925)
- Cuore di combattente (The Fighting Heart) (1925)
- La corsa a ostacoli di Shamrock (The Shamrock Handicap) (1926)
- I tre furfanti (Three Bad Men) (1926)
- Aquile azzurre (The Blue Eagle) (1926)
- Controcorrente (Upstream) (1927)
- La canzone della mamma (Mother Machree) (1928)
- L'ultima gioia (Four Sons) (1928)
- La casa del boia (Hangman's House) (1928)
- Il barbiere di Napoleone (Napoleon's Barber) (1928)
- Riley il poliziotto (Riley the Cop) (1928)
- Forzuto (Strong Boy) (1929)
- La guardia nera (The Black Watch) (1929)
- Saluto militare (Salute) co-regia David Butler (1929)
- Il sottomarino (Men Without Women) (1930)
- Temerario nato (Born Reckless), co-regia di Andrew Bennison (1930)
- Up the River (1930)
- Dominatori del mare (Seas Beneath) - conosciuto anche col titolo In fondo ai mari (1931)
- La trovatella (The Brat) (1931)
- Un popolo muore (Arrowsmith) (1931)
- L'aeroporto del deserto (Air Mail) (1932)
- Carne (Flesh) (1932)
- Pellegrinaggio (Pilgrimage) (1933)
- Doctor Bull (1932)
- La pattuglia sperduta (The Lost Patrol) (1934)
- Il mondo va avanti (The World Moves On) (1934)
- Il giudice (Judge Priest) (1934)
- Tutta la città ne parla (The Whole Town's Talking) (1935)
- Il traditore (The Informer) (1935)
- Il battello pazzo (Steamboat Around the Bend) (1935)
- Il prigioniero dell'isola degli squali (The Prisoner of Shark Island) (1936)
- Maria di Scozia (Mary of Scotland) (1936)
- L'aratro e le stelle (The Plough and the Stars) (1936)
- Alle frontiere dell'India (Wee Willie Winkie) (1937)
- Uragano (The Hurricane) (1937)
- Il giuramento dei quattro (Four Men and a Prayer) (1938)
- Pattuglia sottomarina (Submarine Patrol) (1938)
- Ombre rosse (Stagecoach) (1939)
- Alba di gloria (Young Mr Lincoln) (1939)
- La più grande avventura (Drums Along the Mohawk) (1939)
- Furore (The Grapes of Wrath) (1940)
- Lungo viaggio di ritorno (The Long Voyage Home) (1940)
- La via del tabacco (Tobacco Road) (1941)
- Com'era verde la mia valle (How Green Was My Valley) (1941)
- I sacrificati (They Were Expendable) (1945)
- Sfida infernale (My Darling Clementine) (1946)
- La croce di fuoco (The Fugitive) (1947)
- Il massacro di Fort Apache (Fort Apache) (1948)
- In nome di Dio (The Three Godfathers) (1948)
- Il re dell'Africa (Mighty Joe Young), regia di Ernest B. Schoedsack (1949)[9]
- I cavalieri del Nord Ovest (She Wore a Yellow Ribbon) (1949)
- Bill sei grande! (When Willie Comes Marching Home) (1950)
- La carovana dei mormoni (Wagon Master) (1950)
- Rio Bravo (Rio Grande) (1950)
- Uomini alla ventura (What Price Glory) (1952)
- Un uomo tranquillo (The Quiet Man) (1952)
- Il sole splende alto (The Sun Shines Bright) (1953)
- Mogambo (1953)
- Hondo, regia di John Farrow (1953)[10]
- La lunga linea grigia (The Long Gray Line) (1955)
- La nave matta di Mister Roberts (Mister Roberts) (1955)[11]
- Sentieri selvaggi (The Searchers) (1956)
- Le ali delle aquile (The Wings of Eagles) (1957)
- Storie irlandesi (The Rising of the Moon) (1957)
- So Alone – cortometraggio (1958)
- L'ultimo urrà (The Last Hurrah) (1958)
- 24 ore a Scotland Yard (Gideon of Scotland Yard) (1959)
- Soldati a cavallo (The Horse Soldiers) (1959)
- I dannati e gli eroi (Sergeant Rutledge) (1960)
- La battaglia di Alamo (The Alamo) (1960)[12]
- Cavalcarono insieme (Two Rode Together) (1961)
- La guerra civile (The Civil War), episodio de La conquista del West (How the West Was Won) (1962)
- L'uomo che uccise Liberty Valance (The Man Who Shot Liberty Valance) (1962)
- I tre della Croce del Sud (Donovan's Reef) (1963)
- Il grande sentiero (Cheyenne Autumn) (1964)
- Il magnifico irlandese (Young Cassidy) (1965)[13]
- Missione in Manciuria (7 Women) (1966)

#### Documentari
- Torpedo Squadron – cortometraggio (1942)[14]
- Sex Hygiene – cortometraggio (1942)[15]
- La battaglia delle Midway – cortometraggio (1942)[14]
- 7 dicembre (December 7th: The Movie), co-regia con Gregg Toland (1943)[16]
- Undercover: How to Operate Behind Enemy Lines (1943)[15]
- We Sail at Midnight, co-regia con Julian Spiro – cortometraggio (1943)[17]
- This is Korea! (1951)
- Korea: Battleground for Liberty (1959)[18]
- Chesty: A Tribute to a Legend (1970)
- Vietnam! Vietnam! (1971)

#### Televisione
- Jane Wyman Presents the Fireside Theatre – serie TV, episodio 1x15 (1955)
- Screen Directors Playhouse – serie TV, episodio 1x10 (1955)
- Carovane verso il West (Wagon Train) – serie TV, episodio 4x09 (1960)
- Fred Astaire (Alcoa Premiere) – serie TV, episodio 2x01 (1962)

### Attore
- Lucille Love: The Girl of Mystery (1914)
- La città nascosta (The Hidden City), regia di Francis Ford – cortometraggio (1915)
- La porta della distruzione (The Doorway of Destruction), regia di Francis Ford – cortometraggio (1917)
- La moneta spezzata (The Broken Coin), regia di Francis Ford - serial (1915)
- La banda del deposito di legname (The Strong Arm Squad o The Lumber Yard Gang), regia di Francis Ford – cortometraggio (1916)
- Jim cuor di pulcino (Chicken-Hearted Jim), regia di Francis Ford – cortometraggio (1916)
- Peg della pista (The Adventures of Peg o' the Ring), regia di Jacques Jaccard - serial (1916)
- La scommessa del bandito (The Bandit's Wager), regia di Francis Ford – cortometraggio (1916)
- Il tornado (The Tornado), regia di John Ford – cortometraggio (1917)
- La pista dell'odio (The Trail of Hate), regia di John Ford – cortometraggio (1917)
- L'attaccabrighe (The Scrapper), regia di John Ford – cortometraggio (1917)

## Riconoscimenti
- Premio Oscar
  - 1936 - Miglior regista per Il traditore
  - 1940 - Candidatura come miglior regista per Ombre rosse
  - 1941 - Miglior regista per Furore
  - 1942 - Miglior regista per Com'era verde la mia valle
  - 1953 - Miglior regista per Un uomo tranquillo
  - 1953 - Candidatura come miglior film per Un uomo tranquillo

- Golden Globe
  - 1953 - Candidatura come miglior regista per Un uomo tranquillo
  - 1955 - Golden Globe Speciale